# 長月翠
長月 翠（ながつき みどり、2000年（平成12年）5月17日 - ）は、日本のタレント、女優、元グラビアアイドル。元アイドルでオープニングシスターズ、ラストアイドル（LaLuce、シュークリームロケッツ）の元メンバー。TWIN PLANET所属。愛媛県宇和島市出身。夫はDISH//の矢部昌暉。

## 略歴
2015年春、インターネット放送局・下北FMの番組「アイドルライブ情報部☆」からアイドルを誕生させるという企画から生まれた、オープニングアクト専門のアイドルグループ「オープニングシスターズ」に所属。2017年9月18日にラストライブを行い解散した。
解散を控えた2017年夏、テレビ朝日「ラストアイドル」の暫定メンバーオーディションに応募。暫定メンバー（立ち位置No.5）に選ばれ、8月13日（12日深夜）第1回より出演。
10月22日（21日深夜）放送回で挑戦者の蒲原令奈に敗れたが、セカンドユニット「シュークリームロケッツ」のメンバーに選ばれた。
11月26日（25日深夜）放送回で、蒲原の活動辞退により行われた清原梨央との敗者復活戦に勝利、暫定メンバーに復帰、シュークリームロケッツと兼任することになった。すべての対決が終了した12月17日（16日深夜）の放送でラストアイドルの正式メンバーに決定した。
2018年4月1日の「ラストアイドル」の放送で、ユニット名「ラストアイドル」は「LaLuce」に変更になる一方、「シュークリームロケッツ」が「ラストアイドル」として2ndシングルの表題曲を歌うことが発表された。
2021年5月31日、「ラストアイドル」から7月末で卒業することが発表され、卒業公演は7月25日に行われた。
2023年11月9日、DISH//の矢部昌暉との結婚を発表、第一子妊娠をあわせて報告した。2024年5月31日、春に第一子が誕生したことをSNSで報告した。

## 人物
ラストアイドルで長月が敗れた回はジャッジに指名された吉田豪以外の3人の審査員が長月勝利の判定を下し、番組の最後にマーティ・フリードマンと倉田真由美が吉田に対して批判するコメントが流れるという異例の事態になった。長月は番組の開始前、初期の暫定メンバーに選ばれた時点から既にファンの間でも非常に人気で評価も高く、その事も相俟って吉田のTwitterは炎上状態となった。フリードマンは月刊エンタメ2018年1月号のインタビューで、吉田のジャッジについては今も全く納得していない旨のコメントをしている。しかしこの回よりも前に長月が勝った回はジャッジ指名された大槻ケンヂのみ長月に入れ、選ばれなかった3人は対戦相手に入れていたという同様のケースが起こっていたにもかかわらず、その回の最後にその3人が大槻に対して批判するコメントが流れる等はなく、また長月が敗れた回で流れたコメントでもフリードマンがその件に触れることは一切なかった。
なお、吉田も長月のことを評価していないわけではなく、敗北したことでアイドルを辞めようとしていた長月にモーニング娘。（敗者からリベンジして成功した）の話をして辞めないよう説得したという。また、2018年2月14日にZepp Tokyoで行われたラストアイドルファミリー初のワンマンライブで、ソロコーナーで最も素晴らしいパフォーマンスをしたメンバーとして長月を選んでいる。
『ハイスクール・ミュージカル』や『ハンナ・モンタナ』を観て育ち、子供の頃からアメリカ・ロサンゼルスに憧れていた。
また、元AKB48の板野友美にも憧れていたため、アイドルになったらいつか絶対に履きたいと思っていたロングブーツを、ラストアイドルの9thシングル『何人も』の衣装として履けたことが嬉しかったと語っている。

## 作品

### 映像作品
- 長月翠 キミは伝説のみどり!（2016年11月18日、スパイスビジュアル）

### 音楽作品
- Blend （feat. 一二三 / 長月翠）（1PICTURE1STORY作品）（2022年）[27]
- そんなもんでしょ（2023年）

## 出演

### テレビ
- ラストアイドル（テレビ朝日）
  - （2017年8月13日 - 10月22日・12月3日 - 17日） - 「ラストアイドル」暫定メンバーとして
  - （2018年4月1日） - LaLuce、シュークリームロケッツメンバーとして

### ウェブテレビ
- 矢口真里の火曜The NIGHT（2019年4月17日、AbemaTV）[28]
- UDAGAWA BASEオープン特番（2019年4月17日、AbemaTV）[29]
- ABEMA特番「ラスアイのクロ歴史だってよ!!」（2020年9月19日、AbemaTV）[30]

### テレビドラマ
- 科捜研の女 SEASON18 第2話（2018年10月25日、テレビ朝日）[31]
- 恋に無駄口 第3話（2022年4月30日、テレビ朝日 / 5月1日、ABCテレビ / 7月22日、愛媛朝日テレビ） - 草野 役
- スタンドUPスタート5.5話ナイトワーカー編（2023年2月22日、FOD） - 夏 役
- 犬と屑（2023年6月9日 - 7月28日、毎日放送） - 白兎未夢 役[32]

### ウェブドラマ
- スカパー! 朝のTwitterドラマ「ジェットコースター」（2019年7月8日 - 12日、スカパー!公式Twitter） - 主演
- DISTORTION GIRL（2020年9月6日 - 、YouTube / PLAY DISTORTIONch） - ミーハー 役[33]

### 映画
- がっこうぐらし!（2019年1月25日公開） - 丈槍由紀 役[34]
- 劇場版 DISTORTION GIRL（2021年7月30日 - 8月5日、アップリンク吉祥寺にて公開） - ミーハー 役[35]

### 舞台
- 球詠（2021年6月24日 - 30日、草月ホール） - 山崎珠姫 役[36]
- 幽幻道士 キョンシーズ THE STAGE（2021年12月8日 - 12日、新宿村LIVE） - 主演・テンテン 役（大西桃香（AKB48）とのダブルキャスト）[37]
- 赤の女王（2022年1月29日 - 2月6日、六行会ホール） - ジェシカ 役
- 淡海乃海-現世を生き抜くことが業なれば-（2022年5月20日 - 29日、TOKYO DOME CITY） - キリ 役 ※コロナの為中止期間あり
- 野に咲く花なら（2022年7月27日 - 31日、テアトルBONBON） - 15歳少女 役
- SEPT A Story of ReAnimation:ReverSing（2022年8月18日- 22日、こくみん共済coopホール／スペース・ゼロ） - 莉乃 役
- 女王虐殺（2022年10月26日 - 30日、六行会ホール） − アンネ 役
- 少女罰葬（2022年11月30日 - 12月4日、アトリエファンファーレ高円寺） -アカリ 役
- 女王幻想花劇（2023年3月22日 - 26日、六行会ホール） − マルガレータ（幼少期）役
- FANTALISM≠Re:Another story（2023年2月18日 - 26日、こくみん共済coopホール/スペース・ゼロ） - 莉乃 役
- 年金未納者ミャーキ（2023年4月19日 - 23日、豊島区立舞台芸術交流センター）- アサミ 役
- xxxになれなくて（2024年10月16日- 20日、浅草九劇）[38]−ナミ役
- 浅草怪談屋敷 Vol.2『友人に誘われて…』（2025年1月12日、浅草花劇場）[39]
- 朗読劇『放課後に星はみえるか』（2025年2月21日・23日、CBGKシブゲキ!!） - 双葉侑子 役（山﨑悠稀とのダブルキャスト）[40][41]
- SAKURACROSS PROJECT『NINETEEEEN GRRRLZ'99』（2025年4月3日 - 13日、六本木トリコロールシアター）[42]

## 書籍

### 写真集
- ファースト写真集『意外性』（2020年5月20日、集英社、全144ページ、ISBN 978-4-08-790012-5）[43][44][45]
- 2nd写真集『翡翠ーHisuiー』（2023年1月25日、講談社、ISBN 978-4-0653-0761-8）[46][47]